# 안산 무궁화 축구단
안산 무궁화 FC(Ansan Mugunghwa Football Club)는 대한민국 경기도 안산시에 있었던 축구 선수단이다. 안산무궁화프로축구단이 운영했던 남자 프로 축구단이며, 2014년에 창단되었고 2016년에 해단되었다. 경찰대학 부설 기관인 무궁화체육단 축구단 선수를 임대하여 구성된 축구단이었다.
2016년에 안산 무궁화 축구단이라는 이름으로 창단되었다.
2014년에 안산시와 연고 협약을 맺어 창단되었으나, 2016 시즌 중 안산시에서 새로운 시민구단을 창단하겠다는 의사를 밝히고, 프로구단 창단 신청서를 제출한다. 이에 따라 자연스럽게 2016 시즌을 끝으로 안산 무궁화 축구단은 해산되며, 무궁화 축구단은 경찰대학이 이전해 올 지역인 충청남도 아산시와 새로운 연고 협약을 맺고 아산시를 새 연고지로 하는 아산 무궁화 축구단으로 새롭게 창단된다.
상주 상무와 마찬가지로 대한축구협회에 소속된 축구 선수들의 군 복무와 운동 병행의 목적으로 활용된다. 단장은 경위가 맡으며, 축구단에 입대한 선수들은 의경의 지위를 갖는다.

## 역사

### 안산 경찰청 축구단 창단 및 구단 명칭 변경(2014–2016)
2014년 2월 11일, 안산시와 연고협약을 맺고, 3월 16일 창단식을 거행하고 안산 경찰청 축구단으로 공식 출범하고 홈경기를 개최하기 시작하였으며, K리그 클래식으로의 승격도 가능해졌다.
2016년 1월 안산 무궁화 축구단으로 구단명칭 변경이 승인되었다.
2016 7월, 2016 시즌을 끝으로 안산시가 새로 시민구단을 창단함을 선언하였고 경찰 축구단 역시 2017 시즌부터는 경기도 안산시에서 충청남도 아산시로 연고지 이전을 확정하였다.
이에 따라 2016년 9월 챌린지에서 우승해도 클래식으로 승격 불가가 확정되었다.
이후 안산은 주전 선수단의 대거 전역으로 인한 공백으로 부진하기 시작했으며, 10월 15일 충주 험멜과의 경기서 8골을 실점하며 1:8로 충격적인 대패를 당하였고, 선수단이 승격권 박탈에 대해 태업하는 것이 아니냐는 의혹이 제시되었다.
2016년 10월 30일 FC 안양과의 최종전서 승리를 거두며 2016년 K리그 챌린지 우승을 확정지었으며 안산 무궁화 축구단은 2017 시즌부터 아산 무궁화 축구단으로 새롭게 출발하였다.

## 구단 명칭 변경사
- 안산 경찰청 축구단: 2014-2015
- 안산 무궁화 프로축구단: 2016

## 선수 선발과 복무 기간

### 선수 선발 (9월 ~ 10월 사이에 결정)
1. 연령은 선수선발 지원서 접수일 현재 만 27 세 이하
2. 한국프로축구연맹 소속 현역 선수로 등록된 자, 우수 선수 확보를 위한 공개 테스트 실시
3. 선발 1~3차 자체 T/F팀 위원회 개최
4. 인/적성검사
5. 면접
6. 최종선발위원회 개최로 합격자 결정

### 복무 기간
1. 선발된 선수는 의무경찰로 군입대하여 4주 간의 기초군사교육 후 3주간의 실무 교육후 경찰청축구단 선수로 배치
2. 의경복무기간 21개월 복무 후 전역

### 연도별 입대 선수
| 입대년도 | 선수                   | 선수 |
| 입대년도 | GK                     | 일반 |
| -------- | ---------------------- | --- |
| 2004     | 황희훈                 | 박성호, 윤영종, 이선우, 이준기, 임진영, 김동희, 김인호, 문기훈, 박상일, 신재필, 이관희, 정웅, 하태근                   |
| 2005     | 강성일                 | 강동준, 고철호, 권대준, 김정겸, 박지용, 유지덕, 윤홍창, 이성운, 임다한, 정창근, 조선우, 홍정민                         |
| 2006     | 김민규, 송동진         | 김재천, 박영근, 부영태, 이성호, 이영균, 이지남, 장동원, 장동현, 정재윤, 조남현, 한상민                                 |
| 2007     | 우제명                 | 권순욱, 김강현, 김경춘, 김흥섭, 김형운, 김한섭, 신대경, 이진규, 하성룡, 한종원                                         |
| 2008     | 김정국                 | 강명철, 권오규, 김동진, 김태종, 나병율, 박대식, 박원철, 안선태, 오영기, 이문선, 이승현, 차수권, 최영일                 |
| 2009     | 신정환                 | 박주현, 안재곤, 강민규, 강병모, 김민구, 유성용, 유재민, 이익훈, 이현호, 정우승                                         |
| 2010     | 김민철                 | 배슬기, 최창용, 유양준, 김경섭, 최재필, 노경민, 김민구, 유민철, 이창화, 조재원, 박종범, 김영종, 여광수                 |
| 2011     | 정의도                 | 이승원, 정형준, 김대욱, 김두현, 이창호, 박성재, 김태진, 윤동민, 김오성, 이용승                                         |
| 2012     | 조상준                 | 전상훈, 이치준, 김제환, 김문수, 구자룡, 김영우, 조남기, 최원욱, 권혁진, 김영후, 양동현, 배기종, 염기훈                 |
| 2013     | 유현, 송유걸           | 양상민, 오범석, 박준승, 이원재, 최광희, 이호, 안성빈, 강철민, 김도훈, 김동우, 문기한, 정조국, 김원식, 송승주           |
| 2013     | 박종진, 고경민         | |
| 2014     | 전태현, 이진형         | 김신철, 서동현, 박현범, 이용래, 조재철, 강종국, 유호준, 김병석, 한덕희, 윤준하, 이재권, 박희도, 안동은                 |
| 2014     | 좌준협, 박세환, 김성현 | |
| 2015     | 김대호                 | 배승진, 신광훈, 신형민, 안재준, 정혁, 박희철, 송창호, 최영준, 한홍규, 강승조, 이준호, 하정헌                           |
| 2016     | 손정현                 | 김준엽, 주현재, 최진수, 공민현, 한지호, 이현승, 안영규, 조성진, 박요한, 정다훤, 김은선, 최보경, 임선영, 황지웅, 김동섭 |
| 2016     | 박형순                 | 남준재, 김재웅, 황도연, 김대호, 하인호, 정성민, 한의권, 이으뜸, 이창용, 이재안                                         |

## 코칭스태프
- 감독: 이흥실
- 수석 코치:이은경
- 코치: 서동원
- 의무 트레이너: 최종욱

### 역대 감독
- 취임은 공식 취임식 일자이며 취임식이 없거나 미상인 경우 공식 선임 일자를 기재한다

| 순번 | 이름   | 취임       | 사임       | 재임시즌  | 비고                                           |
| ---- | ------ | ---------- | ---------- | --------- | ---------------------------------------------- |
| 1대  | 조동현 | 2010/10/12 | 2015/01/13 | 2013-2014 |                                                |
| 2대  | 이흥실 | 2015/01/13 | 2016/10/31 | 2015-2016 | 2017년 출범하는 안산 그리너스 FC 감독으로 취임 |

## 우승 기록

### 국내 대회

#### 리그
- K리그2

● 우승 (1): 2016

## 시즌 결과
| 시즌 | K리그  | K리그 | FA컵 | FA컵 | 리그컵 | 리그컵 | 챔피언스리그 | 챔피언스리그 | 클럽월드컵 | 클럽월드컵 |
| 시즌 | 디비전 | 순위  | 대회 | 순위 | 대회   | 순위   | 대회         | 순위         | 대회       | 순위       |
| ---- | ------ | ----- | ---- | ---- | ------ | ------ | ------------ | ------------ | ---------- | ---------- |
| 2013 | 2부    | 2     | FA컵 | 2R   | -      | -      | -            | -            | -          | -          |
| 2014 | 2부    | 3     | FA컵 | 2R   | -      | -      | -            | -            | -          | -          |
| 2015 | 2부    | 10    | FA컵 | 32강 | -      | -      | -            | -            | -          | -          |
| 2016 | 2부    | 1     | FA컵 | 16강 | -      | -      | -            | -            | -          | -          |

## 참고 문헌
- “스포츠지원포털 등록 현황”. 대한체육회.
- “KFA 통합경기정보 시스템”. 대한축구협회.
- “K리그 데이터 포털”. 한국프로축구연맹.

## 같이 보기
- 안산 무궁화 FC R
- 경찰 축구단
- 아산 무궁화 FC